# Stanislao Falchi

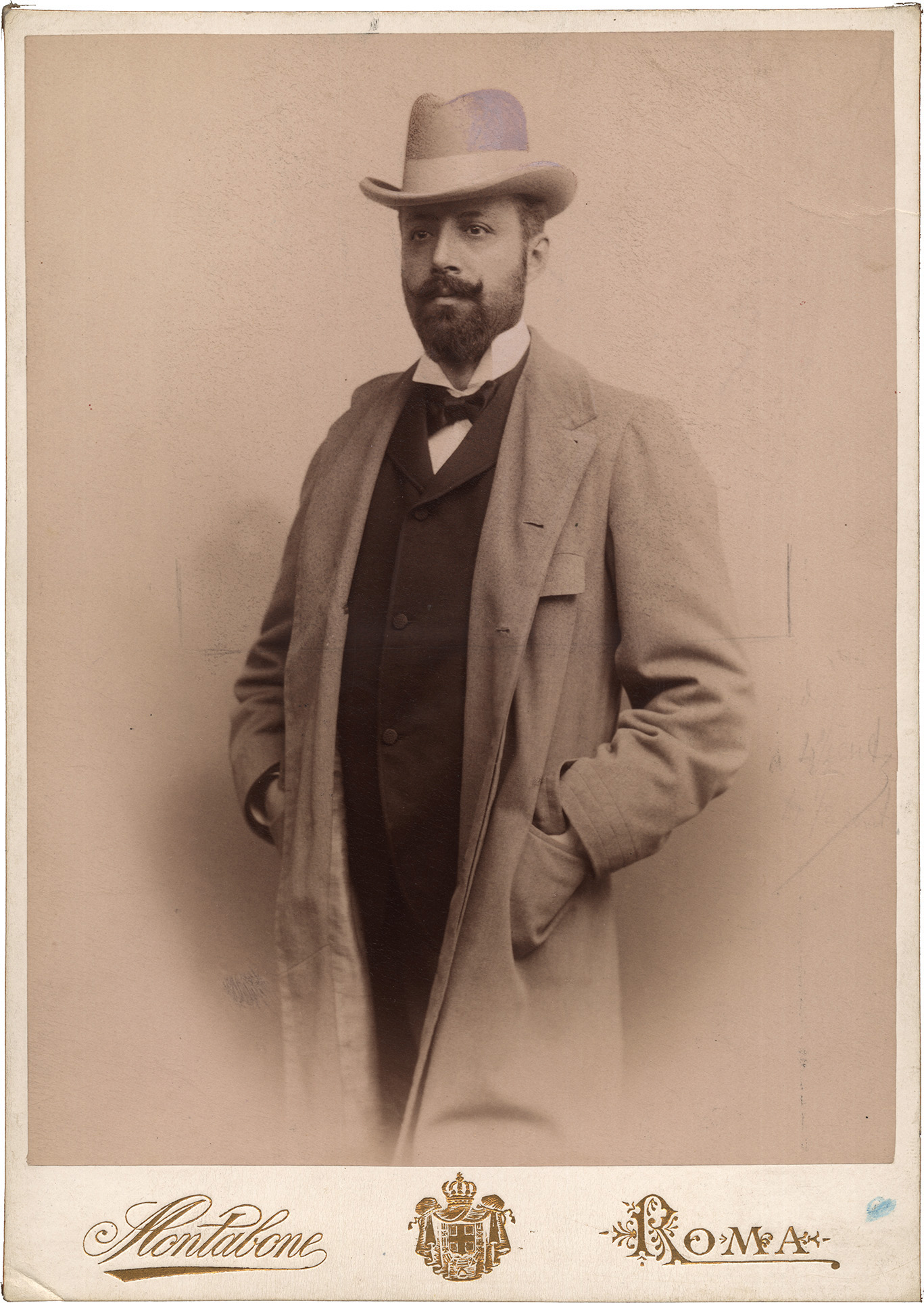
Stanislao Falchi

Stanislao Falchi (* 29. Januar 1851 in Terni; † 14. November 1922 in Rom) war ein italienischer Komponist und Musikpädagoge.

## Leben und Werk
Stanislao Falchi zeigte bereits im Kindesalter sein musikalisches Talent. Von seinen Lehrern wurde er zum Studium der Komposition angehalten. Um seine musikalische Ausbildung zu verfeinern, ging er schließlich nach Rom.
1877 wurde er Lehrer für Chorgesang und 1882 auch für Gesang am Liceo di Santa Cecilia in Rom. Von 1883 bis 1916 wirkte er als Chorgesangsdirektor an verschiedenen römischen Schulen. Ab 1890 war er Kompositionslehrer und von 1902 bis 1915 fungierte er in der Nachfolge von Filippo Marchetti als Direktor des Liceo di Santa Cecilia. Zu seinen Schülern zählten unter anderem Bernardino Molinari, Vincenzo Tommasini, Licinio Refice und Vittorio Gui.
Kompositorisch trat er mit den Opern Lorhelia (Rom 1877), Giuditta (Rom 1887), Tartini o Il Trillo del diavolo (Rom 1899), einem Requiem (1883), weiteren Chor-, Orchester- und Kammermusikwerken hervor.